# IC 302
IC 302 је спирална галаксија у сазвјежђу Кит која се налази на листи објеката дубоког неба у Индекс каталогу.
Деклинација објекта је + 4° 42' 23" а ректасцензија 3h 12m 51,3s. Привидна величина (магнитуда) објекта IC 302 износи 12,8 а фотографска магнитуда 13,6. IC 302 је још познат и под ознакама UGC 2595, MCG 1-9-2, CGCG 416-4, KARA 123, IRAS 03102+0431, PGC 11972.